# Polycentropus armeniacus
Polycentropus armeniacus là một loài Trichoptera trong họ Polycentropodidae. Chúng phân bố ở miền Cổ bắc.